# Cliffortia cymbifolia
Cliffortia cymbifolia är en rosväxtart som beskrevs av August Henning Weimarck. Cliffortia cymbifolia ingår i släktet Cliffortia och familjen rosväxter. Inga underarter finns listade i Catalogue of Life.